# Postrojba 8200
Postrojba 8200 (heb.: יחידה 8200‎, Yehida Shmoneh-Matayim; hrv.: Postrojba osam tisuća dvjesto) je postrojba Obavještajnog zbora izraelske vojne obavještajne službe Aman koja služi kao kibernetička postojba Izraelskih obrambenih snaga. Postrojba 8200 je zadužena za prikupljanje signalnih obavijesti i kibernetičku sigurnost Države Izrael. Signalne obavjesti (SIGINT) je termin koji označuje presretanje komunikacije među ljudima i elektronske komunikacije kao i kriptoanalizu šifriranih informacija i algoritama.
Prema Peteru Robertsu, ravnatelju vojnih znanosti britanskog Kraljevskog instituta združenih službi, Postrojba 8200 je vjerojatno vodeća tehnička obavještajna agencija u svijetu, izjednačena s američkom NSA u svemu osim veličini.

## Povijest
Postrojba 8200 je osnovana 1952. godine koristeći zastarjeli višak američke vojne opreme. Originalno se nazivala 2. Vojna obavještajna postrojba potom 515. Vojna obavještajna postrojba. Postrojba se 1954. godine preselila iz vojarne u Jafi u sadašnju vojarnu kod spoja Glilot na autocesti prema Tel Avivu.
Postrojba 8200 je najveća postrojba Izraelskih obrambenih snaga i čini ju nekoliko tisuća pripadnika. Dio je vojne obavještajne službe Aman. Po ulozi i zadaćama je slična američkoj Nacionalnoj sigurnosnoj agenciji. 
Baza Urim je najvažnija instalacija za prikupljanje signalnih obavjesti u Izraelu. Nalazi se 30 kilometara od grada Beershebe u pustinji Negev. Postrojba također ima instalacije na Golanskoj visoravni.
Postrojbu većinom čine mladi vojnici od 18 do 21 godine koji su na odsluženju obveznog vojnog roka u Izraelu. Zbog mladosti pripadnika i kratkoće njihove vojne službe postrojba vrši selekciju regruta prema njihovoj sposobnosti za brzo usvajanje znanja i prilagodbu. Postrojba također surađuje s izraelskim srednjim školama i van nastavnim tečajevima za programiranje i hakiranje kako bi detektirala kvalificirane kandidate. Mnogobrojni bivši pripadnici postrojbe su iskoristili stečeno znanje i postali osnivači izraelskih tehnoloških tvrtki i nositelji razvoja IT industrije u Izraelu.
Prema Peteru Robertsu, ravnatelju vojnih znanosti britanskog Kraljevskog instituta združenih službi: "Postrojba 8200 je vjerojatno vodeća tehnička obavještajna agencija u svijetu, izjednačena sa američkom NSA u svemu osim veličini. Jako su fokusirani na ono što traže, svakako više fokusirani od NSA, a svoje operacije provode sa stupnjem upornosti i strasti koja se ne vidi nigdje drugdje".
Prema pisanju francuskog Le Monde diplomatique iz 2010. godine: "Postrojba 8200 upravlja velikom SIGINT bazom u Negevu, jednom od najvećih baza za prisluškivanje na svijetu, sposobnom pratiti pozive na mobitelima, e mailove i drugu komunikaciju diljem Bliskog Istoka, Europe, Azije i Afrike kao i praćanje brodova. Postrojba 8200 također vodi tajne prislušne stanice po izraelskim veleposlanstvima, priključke na podmorske kablove, održava tajne prislušne postrojbe na palestinskom teritoriju i ima zrakoplove Gulfstream opremljene s opremom za elektronički nadzor".

## Zapovjednici
| Zapovjednik                           | Razdoblje     |
| ------------------------------------- | ------------- |
| Mordechai Almog                       | osnivač       |
| Avraham Iloni                         | 1952. – 1957. |
| Aminadav Perry                        | 1957. – 1959. |
| Avraham Iloni                         | 1959. – 1961. |
| Reuven Blum                           | 1961. – 1966. |
| Avraham Iloni                         | 1966. – 1969. |
| Pukovnik Shlomo Inbar                 | 1969. – 1971. |
| Pukovnik Yoel Ben Porat               | 1972. – 1976. |
| Brigadni general Aryeh Bentov         | 1976. – 1980. |
| Brigadni general Reuven Yardor        | 1980. – 1984. |
| Brigadni general Moti Dor-On          | 1984. – 1987. |
| Brigadni general Eli Bar              | 1987. – 1990. |
| Brigadni general Aharon Zeevi-Farkash | 1990. – 1993. |
| Brigadni general Hanan Geffen         | 1993. – 1997. |
| Brigadni general Pinchas Buchris      | 1997. – 2001. |
| Brigadni general Yair Cohen           | 2001. – 2004. |
| Brigadni general Danny Harari         | 2004. – 2009. |
| Brigadni general Nadav Tsafrir        | 2009. – 2013. |
| Brigadni general Ehud Schneerson      | 2013. – 2017. |
| Brigadni general (identitet tajan)    | 2017. - danas |

## Unutarnje poveznice
- Aman, vojna obavještajna služba
- Mossad, vanjska obavještajna služba
- Shabak, unutarnja sigurnosna služba
- Nacionalna sigurnosna agencija, američka agencija za nadzor komunikacija
- Vladino središte za komunikacije , britanska služba za nadzor komunikacija

## Vanjske poveznice
- How Israel Rules The World Of Cyber Security | VICE on HBO